# Protioklepne enote
Protioklepne enote (tudi protitankovske enote) so vojaška enota, ki so primarno opremljene s protioklepnim orožjem in namenjene za protioklepno bojevanje. Zmožne so samostojnega delovanja, ampak po navadi delujejo v sestavi drugih enot kopenske vojske.

## Primer sestave protioklepnečete
- Poveljstvo
- Poveljniško-logistični vod
- 1. protiokleni vod:

- 1. protioklepni oddelek
- 2. protioklepni oddelek
- 3. protioklepni oddelek

- 2. protiokleni vod:

- 1. protioklepni oddelek
- 2. protioklepni oddelek
- 3. protioklepni oddelek

- 3. protiokleni vod:

- 1. protioklepni oddelek
- 2. protioklepni oddelek
- 3. protioklepni oddelek

Protioklepni oddelek ima v sestavi dve posadki s svojim protioklepnim sistemom. V posadki so operater, pomočnik operaterja in strežač.Na nivoju oddelka je tudi šofer.